# Llista de barris de Palma
Aquesta és la llista dels 89 barris de Palma, que es troben organitzats en cinc districtes: Nord, Centre, Ponent, Llevant i Platja de Palma.

## A
- Los Almendros-Son Pacs - Ponent
- Amanecer - Nord
- L'Aranjassa - Llevant
- L'Arenal - Platja de Palma
- Arxiduc - Nord

## B
- La Bonanova - Ponent
- Bons Aires - Nord

## C
- Cala Major - Ponent
- La Calatrava - Centre
- Camp Redó - Nord -
- Camp d'en Serralta - Ponent
- Can Capes - Llevant
- Can Pastilla - Platja de Palma
- Can Pere Antoni - Platja de Palma
- Cas Capiscol - Nord
- La Casa Blanca - Llevant
- El Coll d'en Rabassa - Platja de Palma
- Cort - Centre

## E
- Establiments - Nord
- Estadi Balear - Llevant

## F
- Foners - Llevant
- El Fortí - Ponent

## G
- Gènova - Ponent

## H
- Hostalets - Llevant

## I
- La Indioteria (rural) - Nord
- La Indioteria (urbà) - Nord

## J
- Jaume III - Centre
- El Jonquet - Ponent

## L
- La Llonja-Born - Centre

## M
- Mare de Déu de Lluc - Llevant
- Marquès de la Fontsanta - Llevant
- Les Meravelles - Platja de Palma - Llevant
- El Mercat - Centre
- La Missió - Centre
- El Molinar - Platja de Palma
- Monti-sion - Centre

## O
- L'Olivera - Nord

## P
- Pere Garau - Llevant
- El Pil·larí - Llevant
- Plaça de Toros - Nord
- Plaça dels Patins - Centre
- Polígon de Llevant - Llevant
- Portopí - Ponent
- Puig de Sant Pere - Centre

## R
- Rafal Nou - Llevant
- Rafal Vell - Llevant

## S
- Sant Agustí - Ponent
- Sant Jaume - Centre
- Sant Jordi - Llevant
- Sant Nicolau - Centre
- Santa Catalina - Ponent
- Secar de la Real - Llevant
- La Seu - Centre
- El Sindicat - Centre
- La Soledat (nord) - Llevant
- La Soledat (sud) - Llevant
- Son Anglada - Ponent
- Son Armadams - Ponent
- Son Canals - Llevant
- Son Cladera - Llevant
- Son Cotoner - Ponent
- Son Dameto - Ponent
- Son Dureta - Ponent
- Son Espanyol - Nord
- Son Espanyolet - Ponent
- Son Ferriol - Llevant
- Son Flor - Ponent
- Son Fortesa (nord) - Llevant
- Son Fortesa (sud) - Llevant
- Son Gotleu - Llevant
- Son Malferit - Llevant
- Son Oliva - Nord
- Son Peretó - Ponent
- Son Rapinya - Ponent
- Son Riera - Llevant
- Son Roca - Ponent
- Son Rutlan - Llevant
- Son Sardina - Nord
- Son Serra-La Vileta - Ponent
- Son Vida - Ponent
- Son Xigala - Ponent
- Son Ximelis - Ponent

## T
- El Terreno - Ponent
- La Teulera - Ponent

## V
- La Vileta - Ponent
- El Viver - Llevant

A més, també hi ha aquestes zones que no són pròpiament barris:
- Aeroport - Llevant
- Bellver - Ponent
- Subarxipèlag de Cabrera - Centre
- Zona portuària - Centre